# Ismael Saz
Ismael Saz Campos, né à Valence (Espagne) en 1952, professeur à l’université de Valence et spécialiste du franquisme, du phalangisme et de la guerre civile espagnole,,,.

## Sélection de travaux
En tant qu’auteur :
- Ismael Saz, Mussolini contra la II República: hostilidad, conspiraciones, intervención (1931-1936), Valence, 1986[5]
- Ismael Saz, España contra España: los nacionalismos franquistas, Marcial Pons, 2003[6],[4]
- Ismael Saz, Fascismo y franquismo, Valence, Publicacions de la Universitat de València, 2004[7]
- Ismael Saz, Las caras del franquismo, Grenade, Editorial Comares, 2013[8]

En tant qu’éditeur / coordinateur :
- Naciones y Estado. La cuestión española, Valence, Publicacions de la Universitat de València, 2014[9]
- Del franquismo a la democracia 1936-2013, Saragosse / Madrid, Prensas de la Universidad de Zaragoza & Marcial Pons Ediciones de Historia, 2015[10]
- Nación y nacionalización. Una perspectiva europea comparada, Valence, Publicacions de la Universitat de València, 2013[11]